# Cloverly
Cloverly és una concentració de població designada pel cens dels Estats Units a l'estat de Maryland. Segons el cens del 2000 tenia 7.835 habitants.

## Demografia
Segons el cens del 2000, Cloverly tenia 7.835 habitants, 2.492 habitatges, i 2.113 famílies. La densitat de població era de 773,7 habitants per km².
Dels 2.492 habitatges en un 43,7% hi vivien nens de menys de 18 anys, en un 71,4% hi vivien parelles casades, en un 9,8% dones solteres, i en un 15,2% no eren unitats familiars. En el 12% dels habitatges hi vivien persones soles el 3,6% de les quals corresponia a persones de 65 anys o més que vivien soles. El nombre mitjà de persones vivint en cada habitatge era de 3,14 i el nombre mitjà de persones que vivien en cada família era de 3,41.
Per edats la població es repartia de la següent manera: un 29% tenia menys de 18 anys, un 7,4% entre 18 i 24, un 25,5% entre 25 i 44, un 29,2% de 45 a 60 i un 8,9% 65 anys o més.
L'edat mediana era de 39 anys. Per cada 100 dones de 18 o més anys hi havia 93,3 homes.
La renda mediana per habitatge era de 82.544 $ i la renda mediana per família de 88.370 $. Els homes tenien una renda mediana de 51.377 $ mentre que les dones 40.972 $. La renda per capita de la població era de 31.123 $. Entorn del 2,5% de les famílies i el 3,4% de la població estaven per davall del llindar de pobresa.

## Poblacions més properes
El següent diagrama mostra les poblacions més properes.